# Doulezon
Doulezon ist eine französische Gemeinde mit 278 Einwohnern (Stand: 1. Januar 2022) im Département Gironde in der Region Nouvelle-Aquitaine (vor 2016 Aquitaine); sie gehört zum Arrondissement Libourne und zum Kanton Les Coteaux de Dordogne. Die Einwohner werden Doulezonnais genannt werden.

## Geographie
Doulezon liegt etwa 50 Kilometer östlich von Bordeaux und 27 Kilometer südöstlich von Libourne. Umgeben wird Doulezon von den Nachbargemeinden Sainte-Radegonde im Nordosten, Coubeyrac im Südosten (Berührungspunkt), Saint-Antoine-du-Queyret im Süden, Ruch im Südwesten, Pujols im Westen und Nordwesten sowie Mouliets-et-Villemartin im Nordwesten.

## Bevölkerungsentwicklung
| Jahr                       | 1962 | 1968 | 1975 | 1982 | 1990 | 1999 | 2007 | 2020 |
| Einwohner                  | 314  | 327  | 225  | 183  | 212  | 230  | 248  | 263  |
| Quellen: Cassini und INSEE |      |      |      |      |      |      |      |      |

## Sehenswürdigkeiten
- Kirche Notre-Dame aus dem 11. Jahrhundert, Monument historique seit 2002

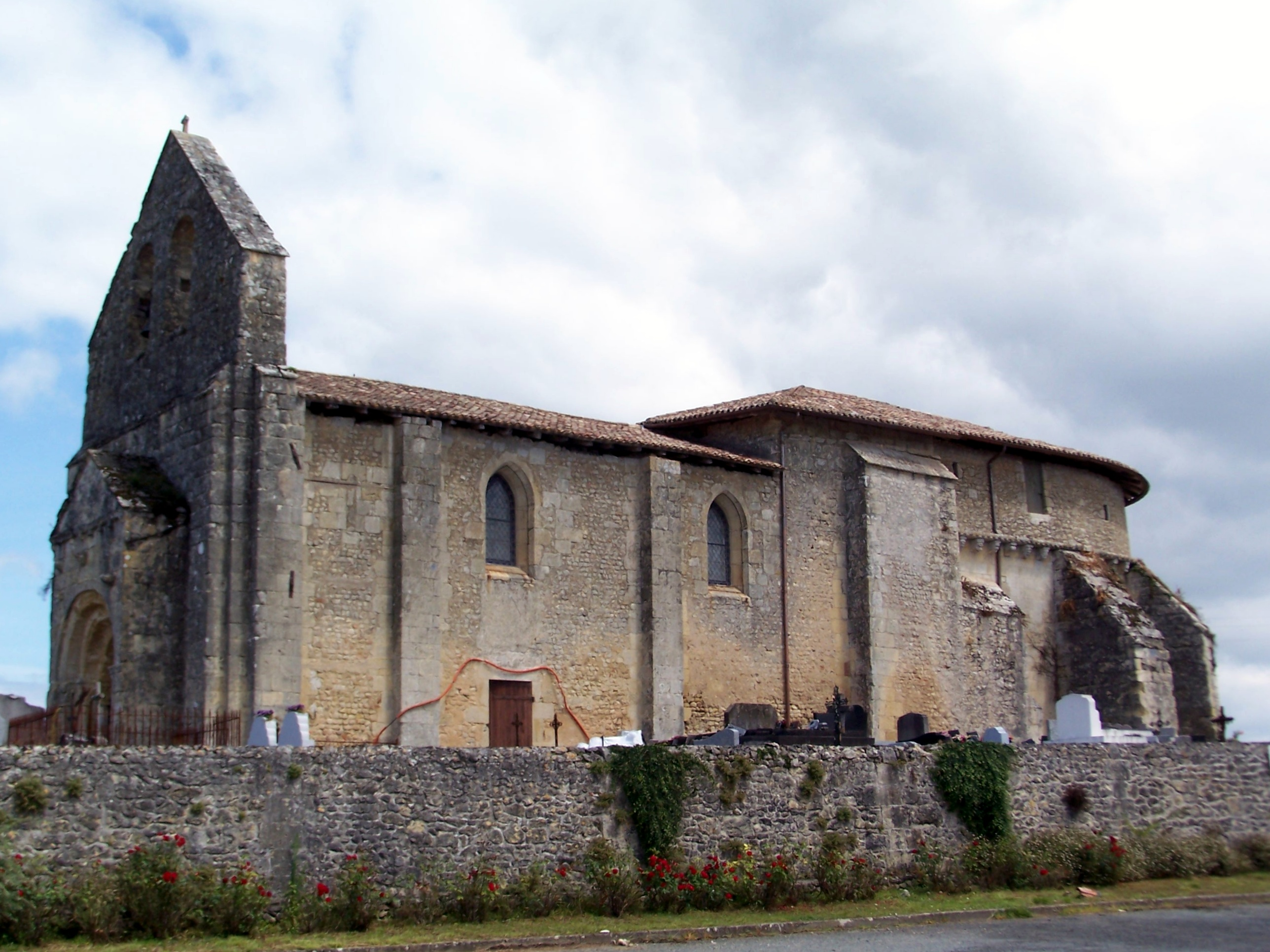
Kirche Notre-Dame
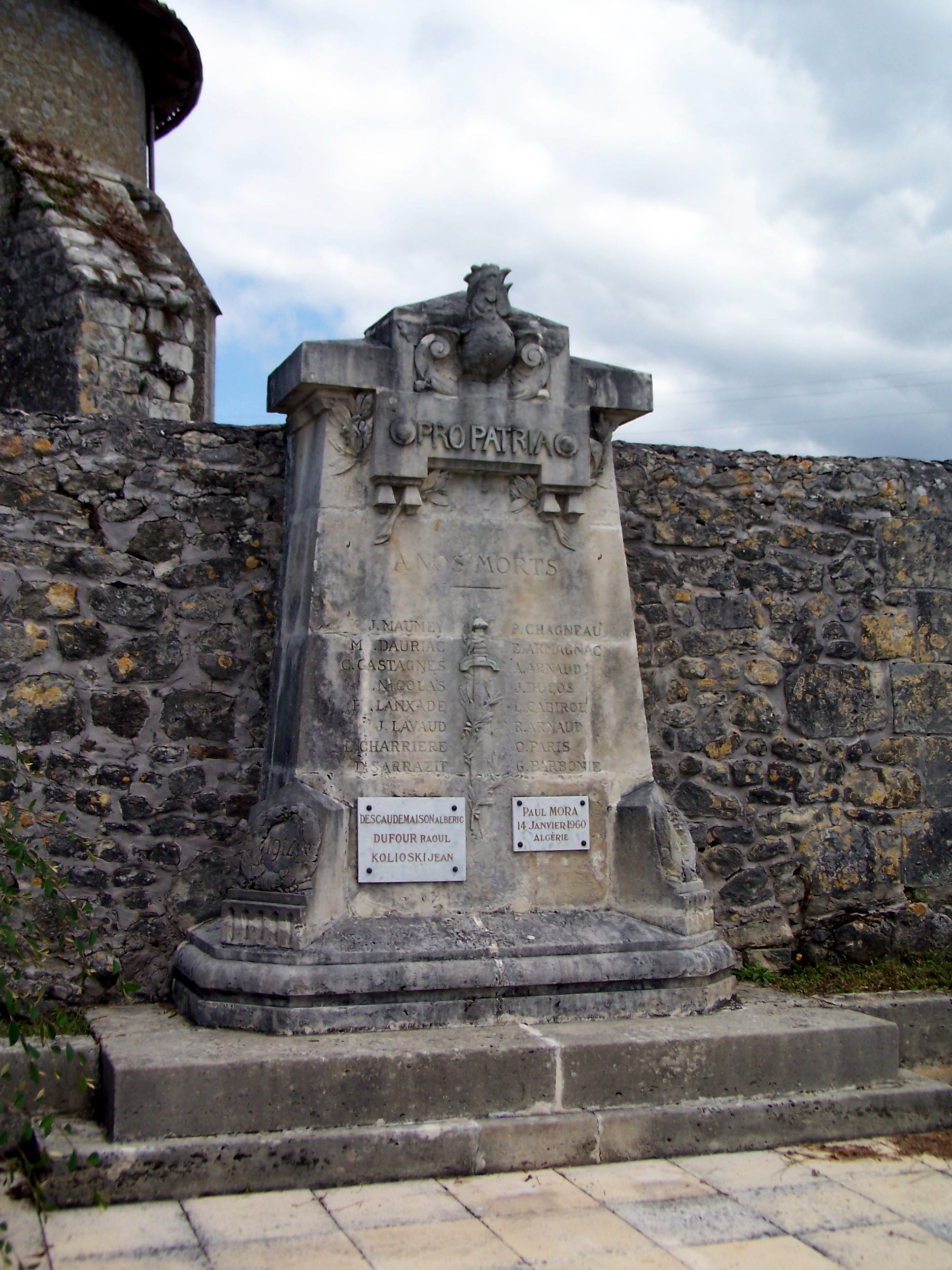
Gefallenendenkmal